# Cyber fysiek risico

## Cyber fysiek risico
Cyber-fysiek risico is de kans op problemen die ontstaan wanneer computers en machines samenwerken. Dit gebeurt in systemen waar digitale delen (zoals software) fysieke dingen (zoals apparaten of processen) aansturen. Deze systemen gebruiken sensoren om informatie uit de echte wereld te verzamelen, computers om die informatie te verwerken, en machines om acties uit te voeren. Voorbeelden zijn automatische fabrieken, slimme stroomnetten of zelfrijdende auto's. Door de verbinding tussen digitaal en fysiek kunnen fouten of aanvallen leiden tot echte schade, zoals ongelukken, milieuproblemen of uitval van diensten. In een wereld vol met slimme apparaten worden deze risico's steeds belangrijker voor gebieden zoals energie, vervoer en zorg.

## Wat is het en hoe werkt het?
Cyber-fysieke systemen mengen computers met de echte wereld. Sensoren meten bijvoorbeeld temperatuur of snelheid, software berekent wat er moet gebeuren, en actuatoren (zoals motoren) voeren dat uit. Dit maakt dingen efficiënter, zoals in fabrieken waar machines automatisch werken of in stroomnetten die zichzelf aanpassen. Maar er zijn risico's: als de computerdeel kwetsbaar is, kan dat leiden tot problemen in de echte wereld. Deze risico's komen niet alleen van hackers, maar ook van fouten in de software, kapotte apparatuur of onverwachte gebeurtenissen zoals stormen. In Nederland waarschuwen rapporten over toenemende dreigingen, vooral bij ransomware die machines kan stoppen. Oorzaken zijn oude systemen, te veel verbindingen of internationale leveranciers die moeilijk te controleren zijn.

## Voorbeelden uit het dagelijks leven en werk
Deze risico's gebeuren echt in verschillende branches. Een bekend geval is de Stuxnet-aanval in 2010, waarbij een computerworm machines in een kerncentrale in Iran kapotmaakte door ze te snel te laten draaien. In Oekraïne hackten aanvallers in 2015 het stroomnet, waardoor duizenden mensen zonder stroom zaten. Niet alleen aanvallen, maar ook fouten kunnen problemen veroorzaken, zoals bij de Boeing 737 MAX-vliegtuigen in 2018-2019, waar een softwarefout leidde tot crashes. In Nederland kunnen zulke risico's optreden bij waterzuiveringen of treinen, waar een storing overstromingen of chaos kan veroorzaken. Recente rapporten laten zien dat ransomware steeds vaker machines treft, met mogelijke schade in fabrieken of nutsbedrijven.

## Waarom is het belangrijk en hoe voorkom je het?
Deze risico's raken iedereen, omdat ze kunnen leiden tot schade aan mensen, spullen of de natuur, en zelfs de veiligheid van een land in gevaar brengen. Om ze te verminderen, moet je goed plannen: risico's inschatten, netwerken scheiden, software bijwerken en werknemers trainen. In Europa en Nederland helpen organisaties zoals ENISA en het NCSC met regels om systemen veilig te ontwerpen vanaf het begin. Praktische stappen zijn tests op zwaktes, strenge toegang en teams die samenwerken. Door constant te controleren en plannen te maken voor noodgevallen, kun je schade voorkomen en vertrouwen opbouwen in nieuwe technologieën.